# Pablo O’Higgins
Pablo Esteban O’Higgins (* 1. März 1904 in Salt Lake City; † 16. Juli 1983 in Mexiko-Stadt) war ein US-amerikanisch-mexikanischer Künstler.

## Leben
Er studierte von 1922 bis 1923 an der San Diego Academy of Art. 1924 unternahm er eine Reise nach Mexiko-Stadt, um sich mit den Werken von Diego Rivera zu befassen. Dort lernte er den verehrten Künstler selbst kennen und war von 1925 bis 1927 sein Assistent. Von 1928 bis 1929 schrieb er mit Jean Charlot und Frances Toor ein Buch über José Guadalupe Posada. Er erhielt ein Stipendium für ein Studium an der Kunstakademie in Moskau. 1931 kehrte er nach Mexiko zurück und gründete mit anderen Künstlern die Liga de Escritores y Artistas Revolucionarios (Liga der revolutionären Schriftsteller und Künstler, LEAR). 1937 gründete er zusammen mit Alberto Beltrán, Ángel Bracho, Leopoldo Méndez, Raúl Anguiano und anderen Künstlern die Taller de Gráfica Popular (Werkstatt der Volksgraphiker, TGP). 1959 heiratete O’Higgins die Rechtsanwältin María de Jesús de la Fuente. Er erhielt die mexikanische Staatsbürgerschaft. Im Jahre 1962 nahm er am Lateinamerikanischen Kongress in Kuba teil. Die von O’Higgins geschaffenen Wandbilder findet man in Mexiko-Stadt, Morelia, Moskau, Seattle, San Francisco und Honolulu.
Sein Nachlass wurde bis zu deren Tod im Dezember 2021 von seiner Witwe María de la Fuente O’Higgins gepflegt.